# Stožina
Stožina är en kulle i Montenegro. Den ligger i den centrala delen av landet, 70 km norr om huvudstaden Podgorica. Toppen på Stožina är 1 841 meter över havet.
Terrängen runt Stožina är kuperad. Runt Stožina är det ganska glesbefolkat, med 48 invånare per kvadratkilometer. Närmaste större samhälle är Žabljak, 7,6 km nordost om Stožina. Trakten runt Stožina består till största delen av jordbruksmark.